# Créon-d’Armagnac
Créon-d’Armagnac ist eine französische Gemeinde mit 336 Einwohnern (Stand 1. Januar 2022) im Département Landes in der Region Nouvelle-Aquitaine (vor 2016: Aquitanien). Sie gehört zum Arrondissement Mont-de-Marsan und zum Kanton Haute Lande Armagnac.
Mehrere Theorien kursieren um die Herkunft des Namens Créon. Es könnte mit der Kreide zusammenhängen, die sich im Boden der Gemeinde befindet oder auf die Kreidezeit zurückgehen. Er könnte aber auch auf Amaury de Craon zurückgehen, der am Anfang des 14. Jahrhunderts eine Bastide an diesen Standorten errichten ließ.
Die Einwohner werden Créonais und Créonaises genannt.

## Geographie
Créon-d’Armagnac liegt 34 Kilometer nordöstlich von Mont-de-Marsan in der historischen Provinz Armagnac der historischen Provinz Gascogne an der Grenze zum Département Gers.
Umgeben wird Créon-d’Armagnac von den Nachbargemeinden:
| Estigarde               |                                             | Herré           |
| Saint-Julien-d’Armagnac | Kompassrose, die auf Nachbargemeinden zeigt | Gabarret        |
|                         | Lagrange                                    | Cazaubon (Gers) |

Créon-d’Armagnac liegt im Einzugsgebiet des Flusses Adour.
Nebenflüsse der Douze durchqueren das Gebiet der Gemeinde:
- der Ruisseau de Pouthet, der in Créon-d’Armagnac entspringt, und sein Nebenfluss,
  - der Ruisseau de Créon, der in Créon-d’Armagnac entspringt,
- der Ruisseau de Lapouchette, der hier auch Ruisseau du Pihorc genannt wird und in Créon-d’Armagnac entspringt, und
- der Estampon, der hier Grand Canal du Marais genannt wird.

Außerdem bewässern der Ruisseau de Sourroulh, ein Nebenfluss des Launet, und der Ruisseau de Peyre, ein Nebenfluss des Ruisseau de Cavaillon, das Gemeindegebiet.

## Geschichte
Die erste Kirche wurde um 1210 von Guillaume Loup d’Argel errichtet, einem englischen Ritter und Grundherrn von Arouille (heute Saint-Justin). Am Ende seines Lebens bereute er seine Verbrechen, spendete Klöster in der Gascogne und förderte den Bau zahlreicher Kirchen wie auch in Créon. Einer Hypothese nach könnte diese der Kern einer kleinen Bastide gewesen sein, die in der Wende vom 13. auf das 14. Jahrhundert von Seneschall de Gabardan gegründet worden soll. Die Auseinandersetzungen zwischen der englischen und der französischen Krone, später zwischen protestantischen und katholischen Parteien, bestimmten das Leben in Créon während mehrerer Jahrhunderte. Das Dorf unterstand Arouille, das dem Vicomtes von Juliac die Ehrerbietung wies. Die Pfarrkirche ist im Jahre 1355 von Truppen unter Edward of Woodstock, genannt „Der Schwarze Prinz“, verwüstet worden. Im Jahre 1569 wurden die Reste während der Hugenottenkriege beim Durchmarsch des Hauptmanns Thoiras zerstört, indem er sie in Brand steckte. Die Gottesdienste konnten 1572 wieder aufgenommen werden, nun als die Bevölkerung in der Mehrheit protestantisch war. Die Kirche wurde zum Ende des 17. Jahrhunderts auf Anweisung der Comtesse von Juliac, Paule de Bérolles, wieder aufgebaut. Das Ereignis des 18. Jahrhunderts ist die Französische Revolution mit der Gründung der Gemeinde gemäß dem Gesetz vom 14. Dezember 1798. Im 19. Jahrhundert überstieg die wirtschaftliche Bedeutung der Produktion von Weinbrand die der Forstwirtschaft.

### Einwohnerentwicklung
Nach Beginn der Aufzeichnungen stieg die Einwohnerzahl bis zur Mitte des 19. Jahrhunderts auf einen Höchststand von rund 765. In der Folgezeit konnte bis zum Ende des 19. Jahrhunderts ein Niveau von ungefähr 700 Einwohnern eingehalten werden, bevor die Größe der Gemeinde bei kurzen Erholungsphasen bis zu den 1980er Jahren auf rund 260 Einwohner sank. Anschließend setzte eine moderate Wachstumsphase ein, die heute noch andauert.
| Jahr      | 1962 | 1968 | 1975 | 1982 | 1990 | 1999 | 2006 | 2010 | 2022 |
| --------- | ---- | ---- | ---- | ---- | ---- | ---- | ---- | ---- | ---- |
| Einwohner | 329  | 299  | 289  | 258  | 286  | 282  | 295  | 335  | 336  |

## Sehenswürdigkeiten

### PfarrkircheSaint-Barthélemy
Nachdem die erste, im Mittelalter errichtete Kirche im 16. Jahrhundert von protestantischen Truppen schwer beschädigt worden war, wurde sie zwischen 1695 und 1699 vollständig neu gebaut. Sie bestand aus einem Langhaus mit einer Seitenkapelle. 1833 wurde dieser zweite Bau als baufällig und unzureichend betrachtet, so dass die heutige, dem Apostel Bartholomäus geweihte Pfarrkirche im neugotischen Stil von 1890 bis 1895 an derselben Stelle erneut errichtet wurde. Das Langhaus birgt ein Hauptschiff von drei Jochen Länge. Zuvor befindet sich ein Raum mit einer Länge eines Jochs unter dem Glockenturm. Dieser wird nördlich von einer Taufkapelle und südlich von der Treppe zu einer Empore im Inneren der Kirche flankiert. Zwei Seitenkapellen öffnen sich zur Vierung und geben der Kirche den Grundriss in der Form eines Lateinischen Kreuzes. Der dreiwandige Chor wird eingefasst von zwei Sakristeien. Das Langhaus und die Kapellen sind mit einem Kreuzgratgewölbe gedeckt, der Chor mit einem falschen Kreuzrippengewölbe. Im Westen ragt der Glockenturm aus dem Gebäude empor. Er ist mit einem Zeltdach aus Schiefer gedeckt. Strebepfeiler umsäumen das ganze Gebäude. Laut den Aufzeichnungen ist die nördliche Wand des Langhauses auf Pfeilern errichtet.
Beim vollständigen Neubau der Pfarrkirche am Ende des 19. Jahrhunderts sind die meisten Ausstattungsgegenstände behalten worden. Die ältesten Elemente sind das Taufbecken und eine Truhe aus dem 17. Jahrhundert. Die drei Altäre stammen aus der ersten Hälfte oder aus der Mitte des 19. Jahrhunderts. Ein Satz von 16 Glasfenstern ist das Werk des Glasmalers Henri Feur aus Bordeaux aus dem Jahr 1897. Sie zeigen das Herz Jesu, den heiligen Josef und die Mutter Gottes gemäß der nach den Marienerscheinungen in Lourdes erlassenen Ikonografie. Die anderen Fenster zeigen pflanzliche oder geometrische Motive. Die beschriebenen und viele weitere Ausstattungsgegenstände der Kirche sind als nationale Kulturgüter registriert.

## Wirtschaft und Infrastruktur

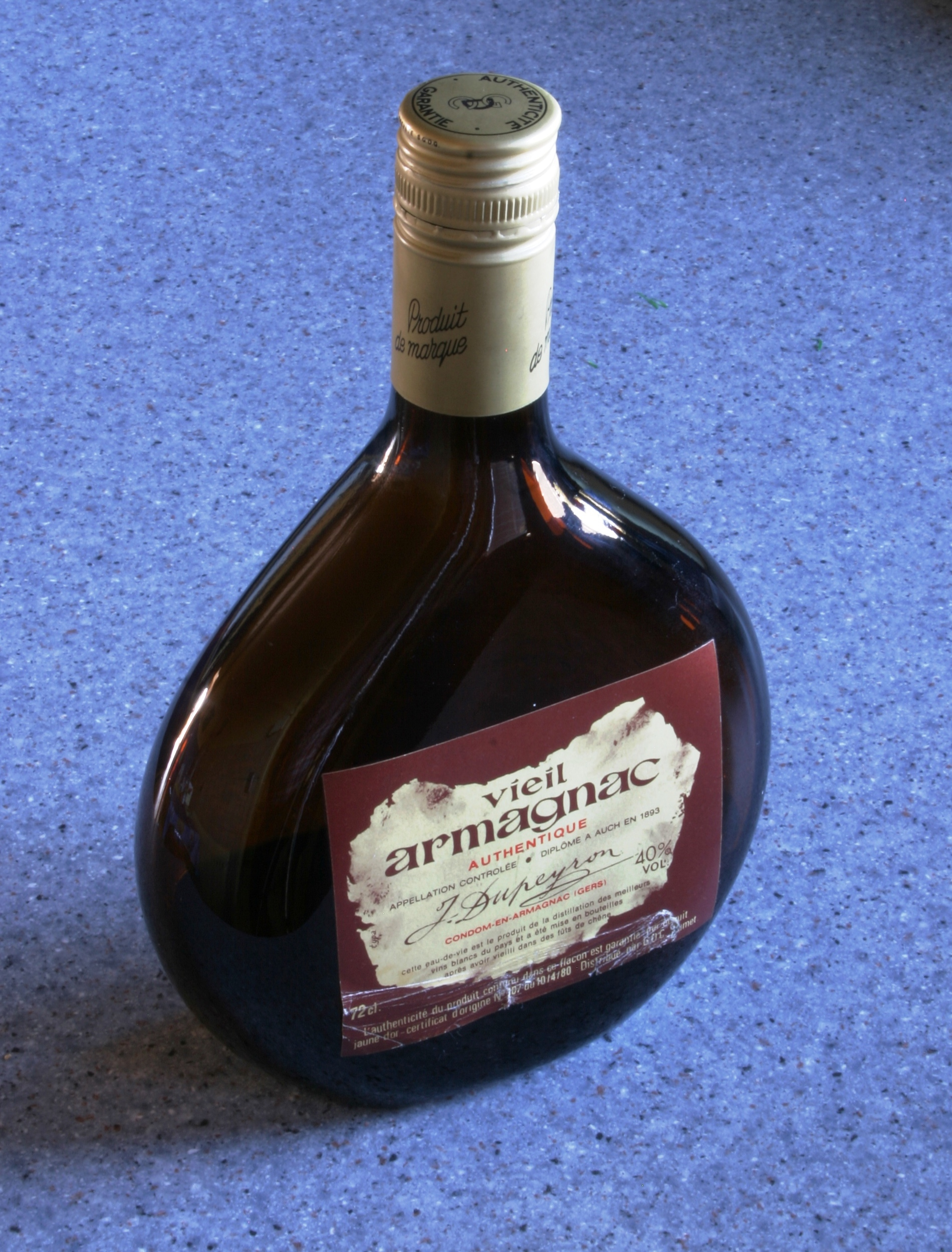
Flasche mit Armagnac

Neben dem Armagnac wird die Wirtschaft der Gemeinde auch von Tätigkeiten rund um den Tourismus bestimmt.
Créon-d’Armagnac liegt in den Zonen AOC des Armagnac (Armagnac-Ténarèze, Bas Armagnac und Haut Armagnac), des Blanche-Armagnacs, und des Floc de Gascogne, eines Likörweins.

### Bildung
Die Gemeinde verfügt über eine öffentliche Grundschule mit 48 Schülerinnen und Schülern im Schuljahr 2017/2018.

### Verkehr
Créon-d’Armagnac wird durchquert von den Routes départementales 35, 51 und 381.